# Рабочий Посёлок (платформа)
Рабо́чий Посёлок — остановочный пункт Белорусского направления Московской железной дороги и Белорусско-Савёловского диаметра в Москве.
Расположен на границе районов Кунцево и Можайский. Имеет выходы на улицы Ивана Франко, Маршала Неделина, Леси Украинки, Гришина. В окрестностях платформы находятся Всероссийский институт лёгких сплавов и Кунцевский рынок.

## Описание
Состоит из трёх платформ, соединённых подземным пешеходным переходом, есть турникеты. Платформы находятся у пяти путей двух перегонов. Две билетные кассы: круглосуточная у южной платформы, дневная у северной платформы на Усово.
| № платформы | № путей | Тип платформы | Останавливающиеся поезда    |
| ----------- | ------- | ------------- | --------------------------- |
| 2           | 2       | боковая       | на Москву                   |
| 1           | 1       | островная     | в сторону Одинцово, Кубинки |
| 1           | 4       | островная     | на Москву                   |
| 3           | 3       | островная     | —                           |
| 3           | 11      | островная     | на Усово                    |

Время движения с Белорусского вокзала — 22 минуты. Имеет прямое сообщение моторвагонными поездами с пунктами Савёловского направления. До 21 ноября 2019 года существовало транзитное движение на Курское направление (в связи с открытием МЦД-1 прекращено).
Самые дальние точки беспересадочного сообщения: на запад: Бородино, Звенигород, Усово; ранее Гагарин, Вязьма, на восток: Дубна.

## История
Остановочный пункт открыт в 1951 году. До 2017 года имел три пути двух перегонов (два пути главного хода перегона Кунцево I — Одинцово, один путь перегона Кунцево I — Кунцево II) и три боковые платформы. При реконструкции на этом месте построено путевое развитие, входящее в границы станции Кунцево I.
В 2017 году начаты работы по реконструкции под скоростное движение Москва — Одинцово с двумя дополнительными главными путями. В ночь с 9 на 10 сентября 2017 года открыта для пассажиров новая платформа в сторону вокзала со смещением в сторону Кунцево I почти на всю длину, II путь на Москву переключён на новую ось. Старая платформа была закрыта, затем снесена. Позже произведено переключение I пути на новую ось ближе к II пути.
Мини-вокзал на старой платформе «на Москву», планировавшийся к включению в список памятников архитектуры, снесён в ночь с 16 на 17 августа 2017 года: на его месте согласно схемплану проходит смещённый I путь, и должен проходить II. Мосгорнаследие будет разбираться со сносом здания вокзала, поставленного под охрану на период рассмотрения включения в реестр памятников. 28 декабря 2021 года снесён последний на этом участке линейный домик обходчика.
16 июля 2018 года была открыта новая центральная платформа для поездов из Москвы. 21 ноября 2019 года станция вошла в состав Московских центральных диаметров, линия МЦД-1.

## Наземный общественный транспорт
На этой станции можно пересесть на следующие маршруты городского пассажирского транспорта:
- Автобусы: 127, 205, 248, 259, 283, 757

## Фотогалерея

До реконструкции
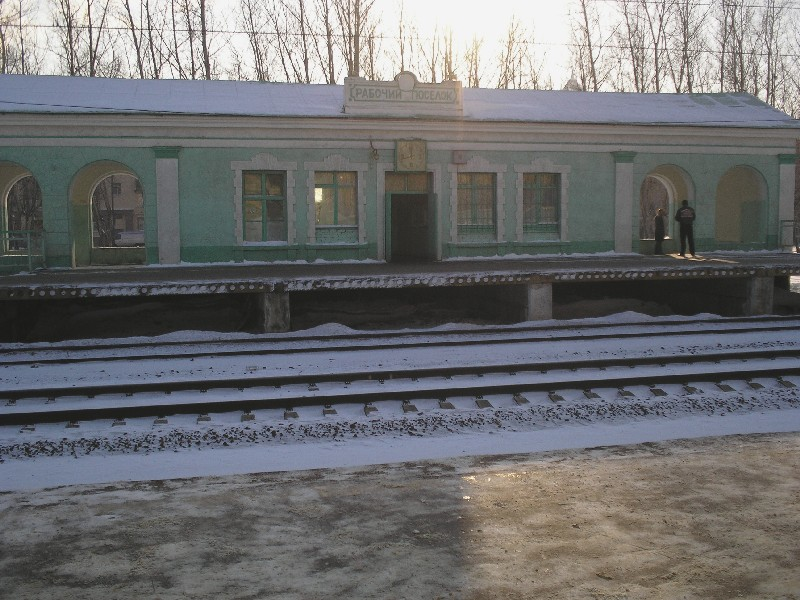
Вокзальное здание на платформе Рабочий Посёлок, снесённое в августе 2017
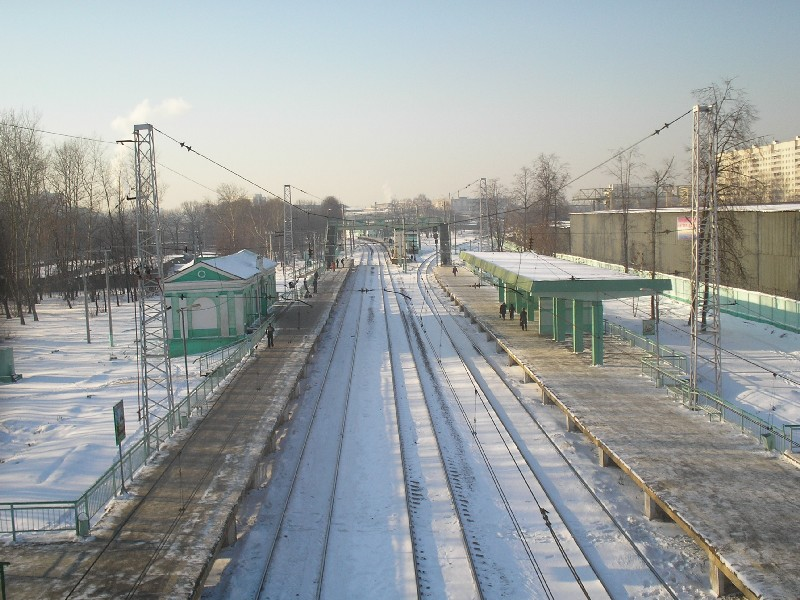
Вид со снесённого моста на снесённые платформы
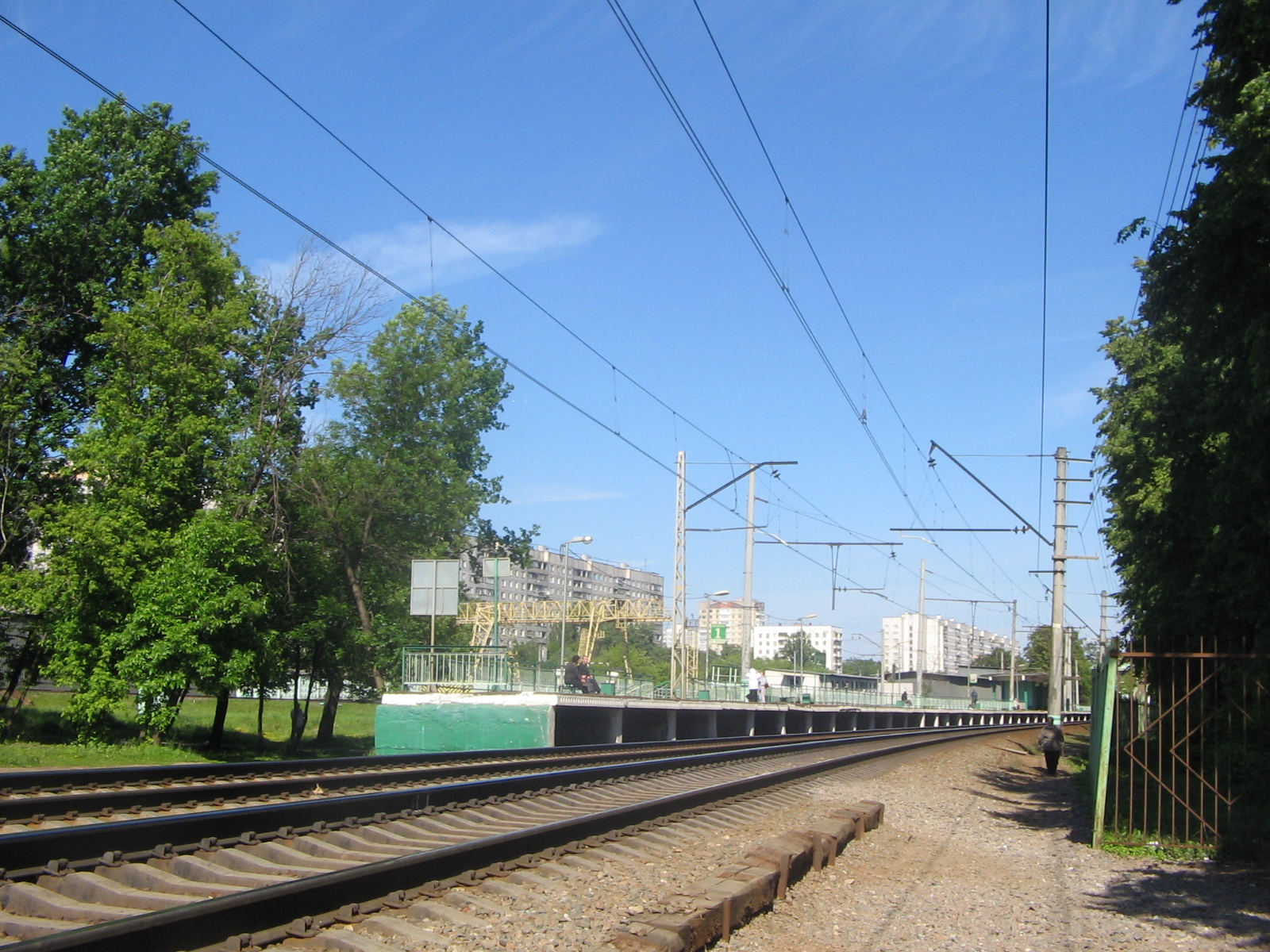
Вид с западной стороны на снесённую платформу
Вид с восточной стороны на снесённую платформу
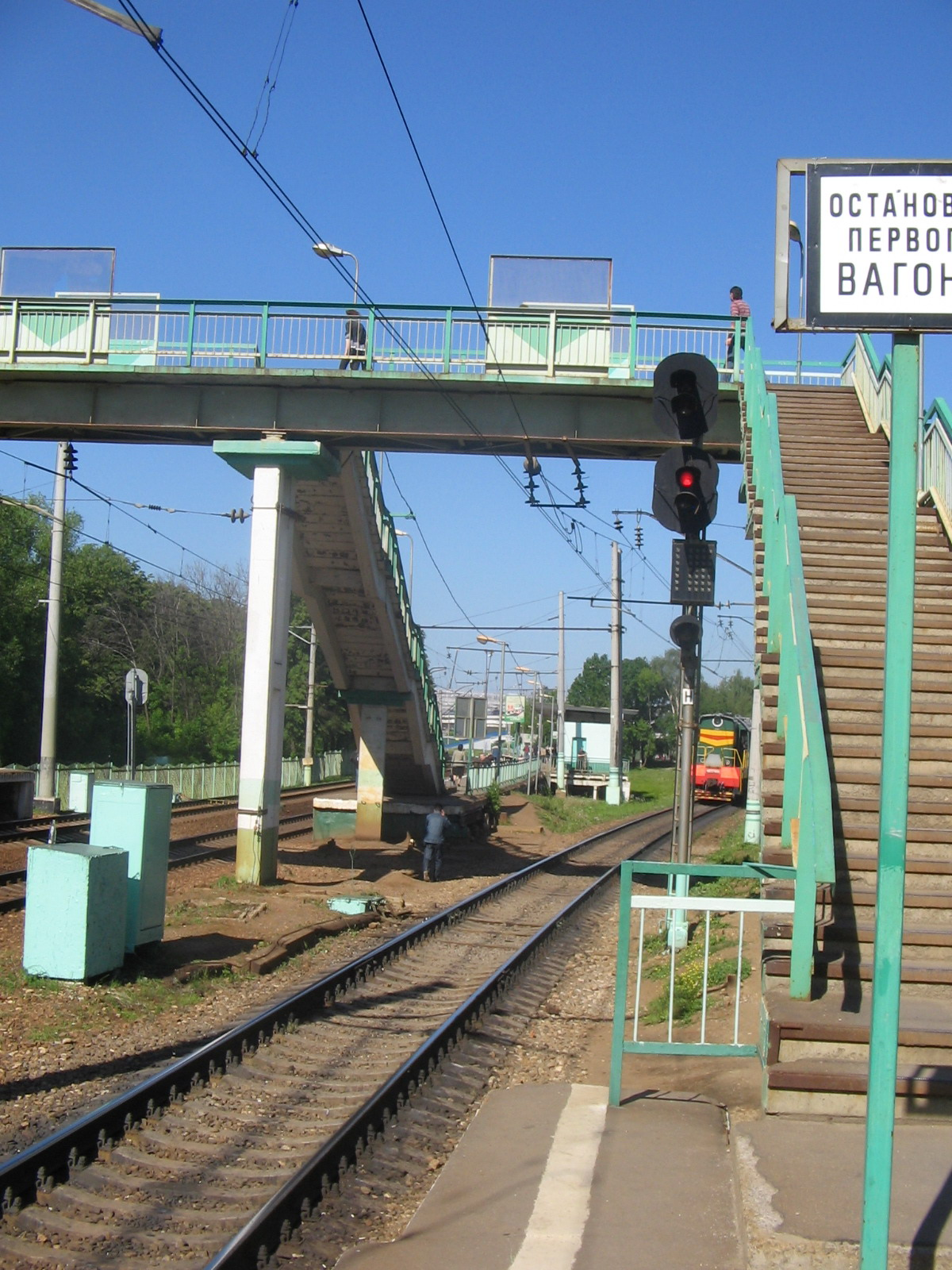
Снесённый надземный переход через пути
Снесённое станционное здание рядом с платформой
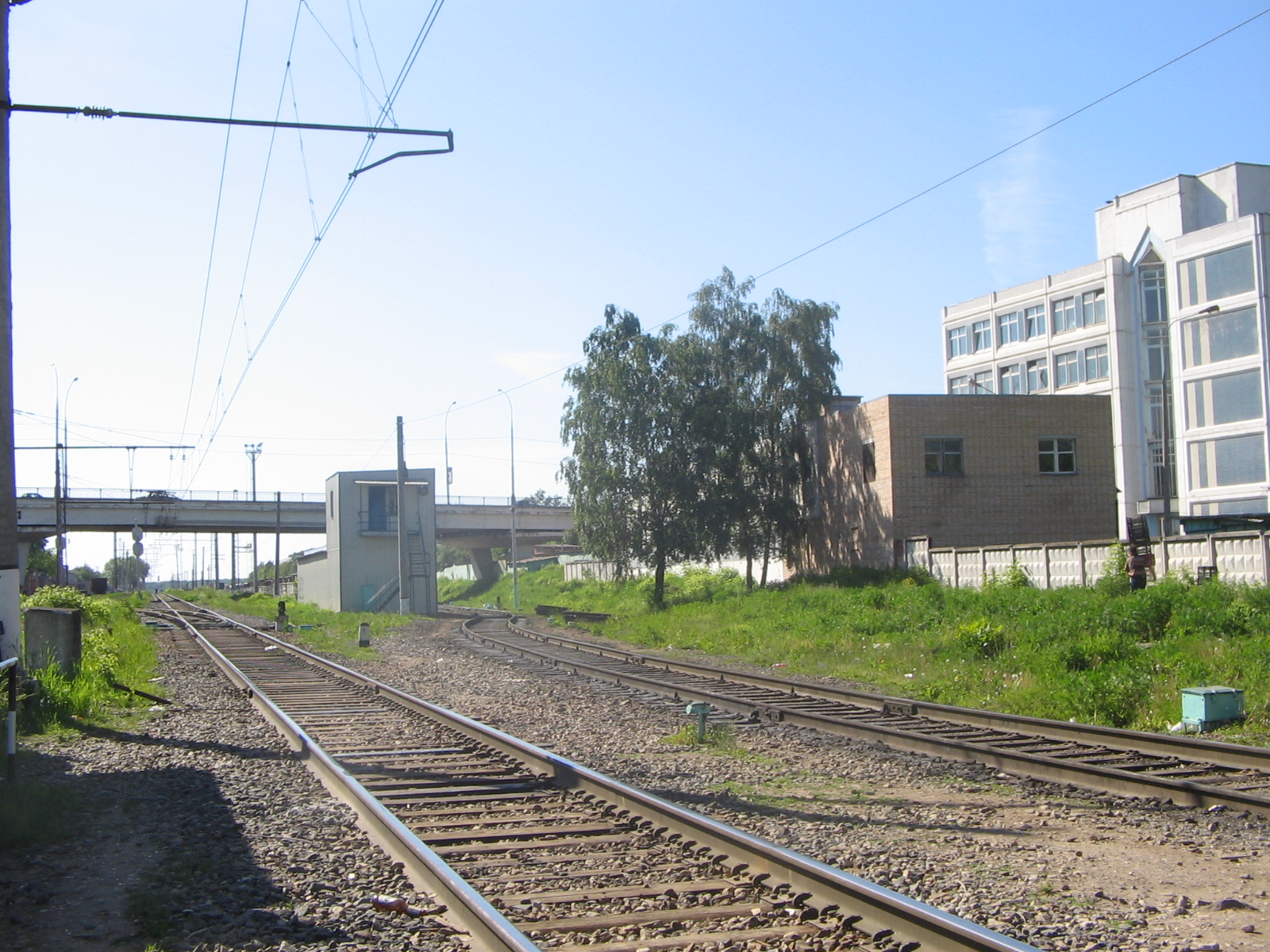
Направление на Усово: восточная горловина станции Кунцево II

После реконструкции
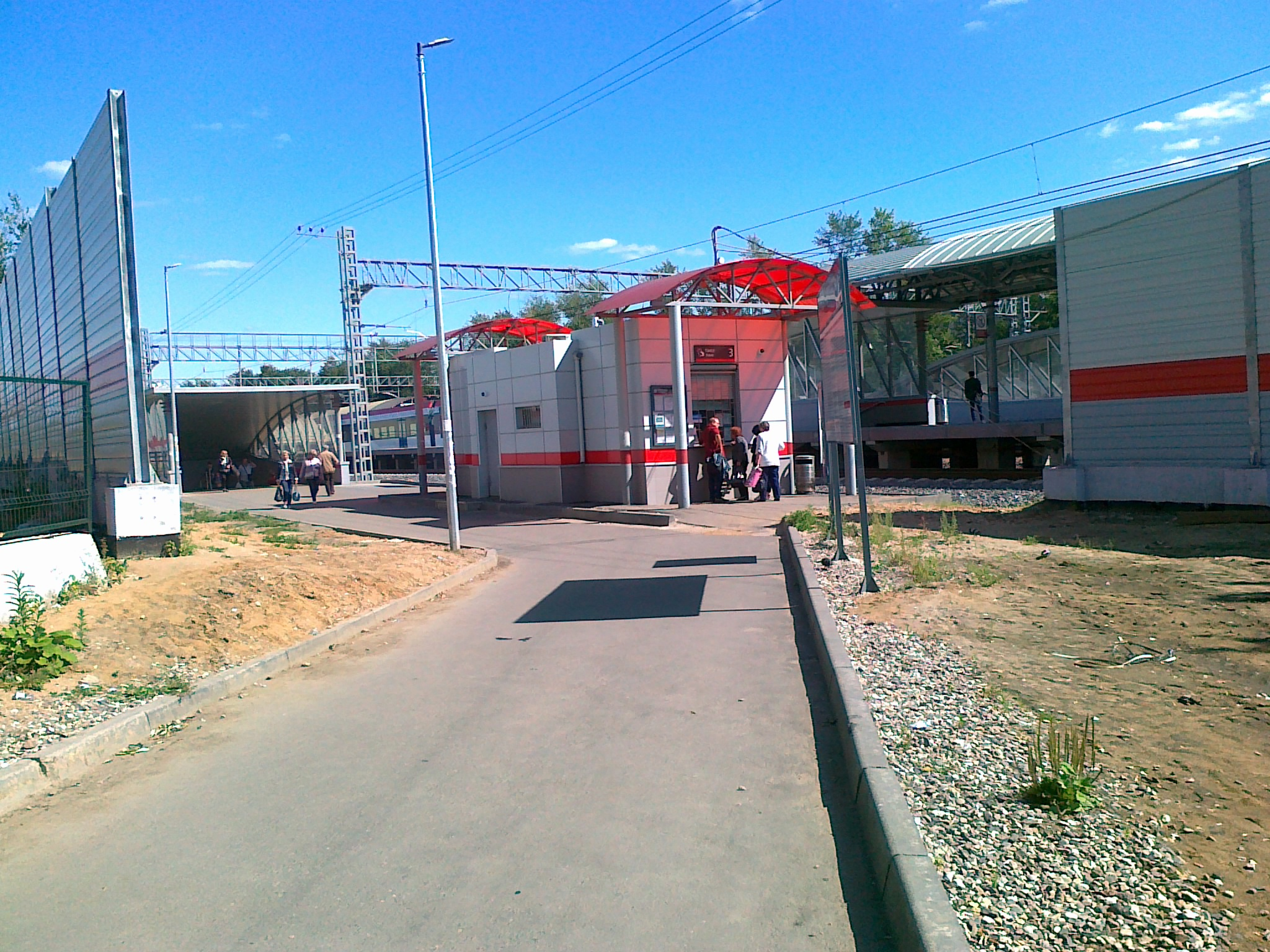
Кассовый павильон и северный вход в подземный переход
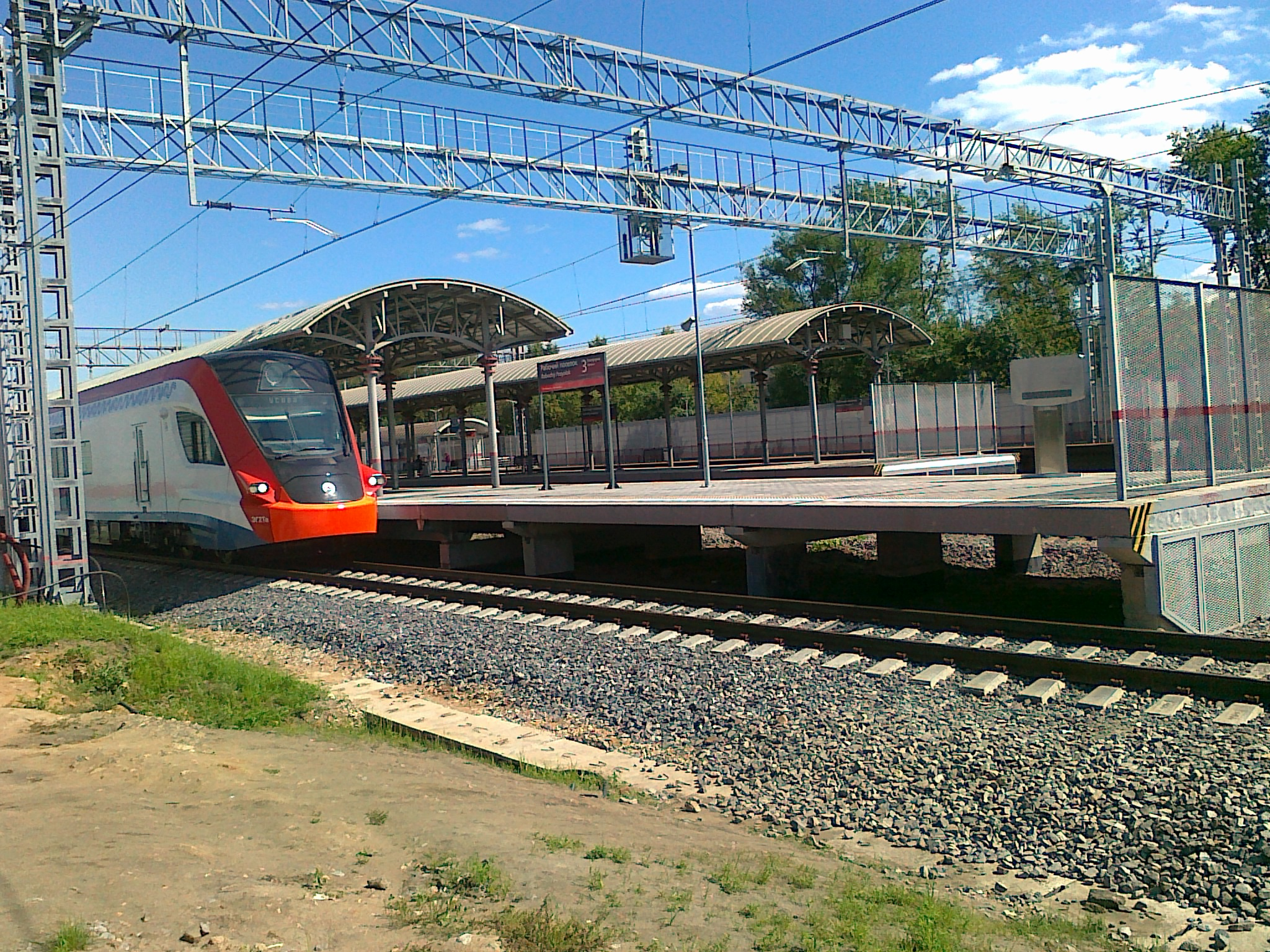
Поезд на Усово у 3-й (северной) платформы
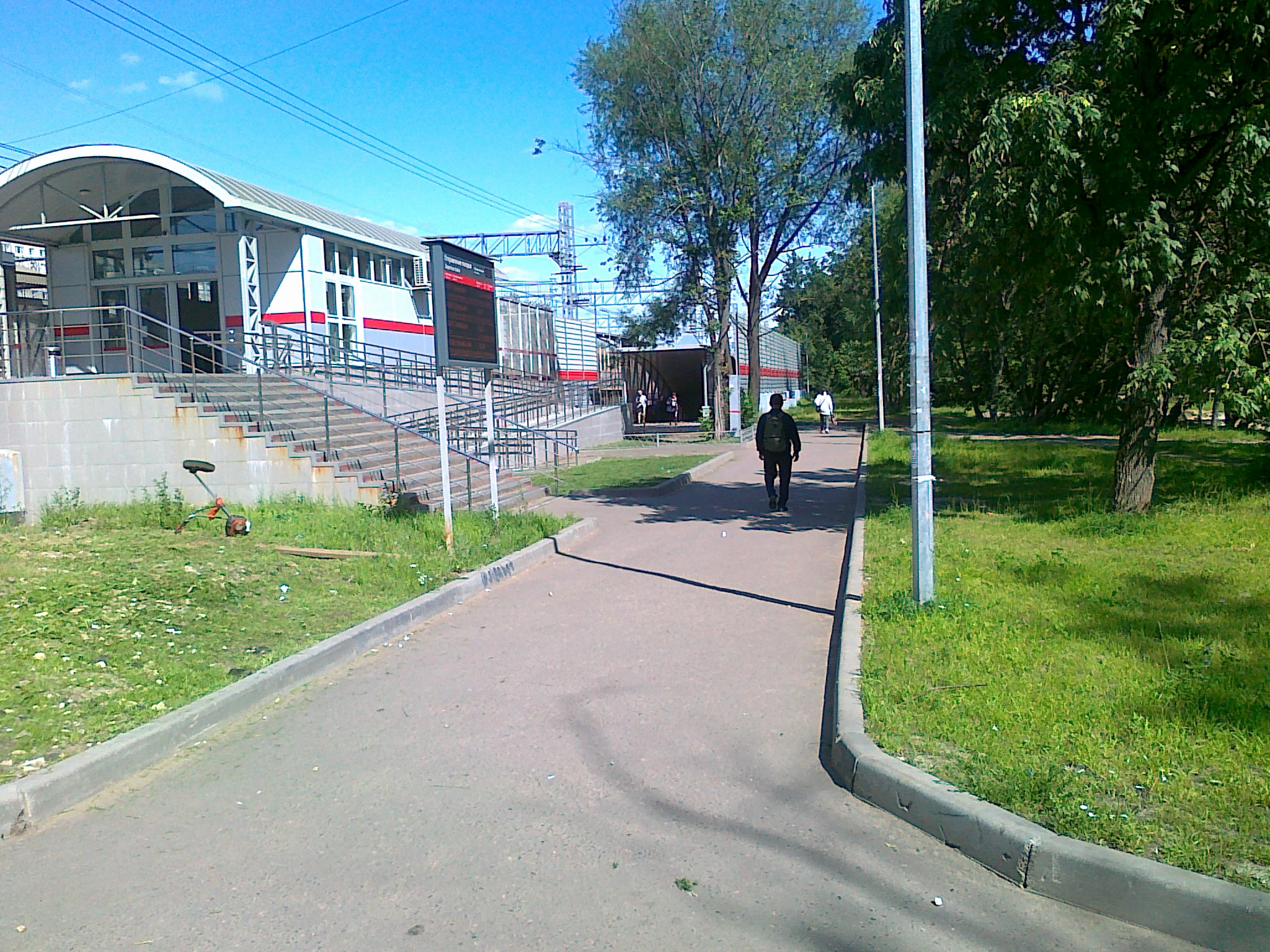
Южный вход на платформу и в подземный переход
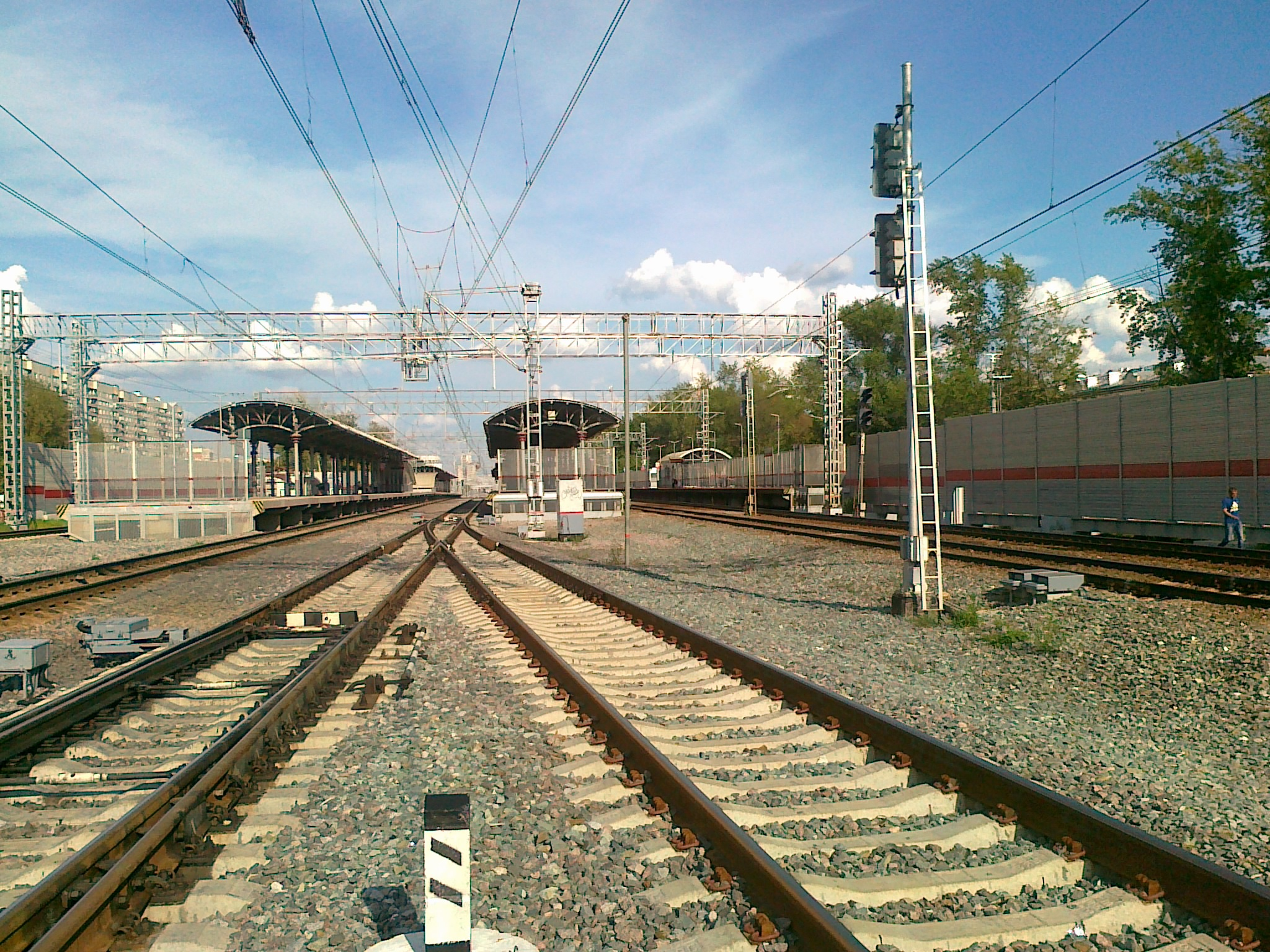
Вид на платформы с запада
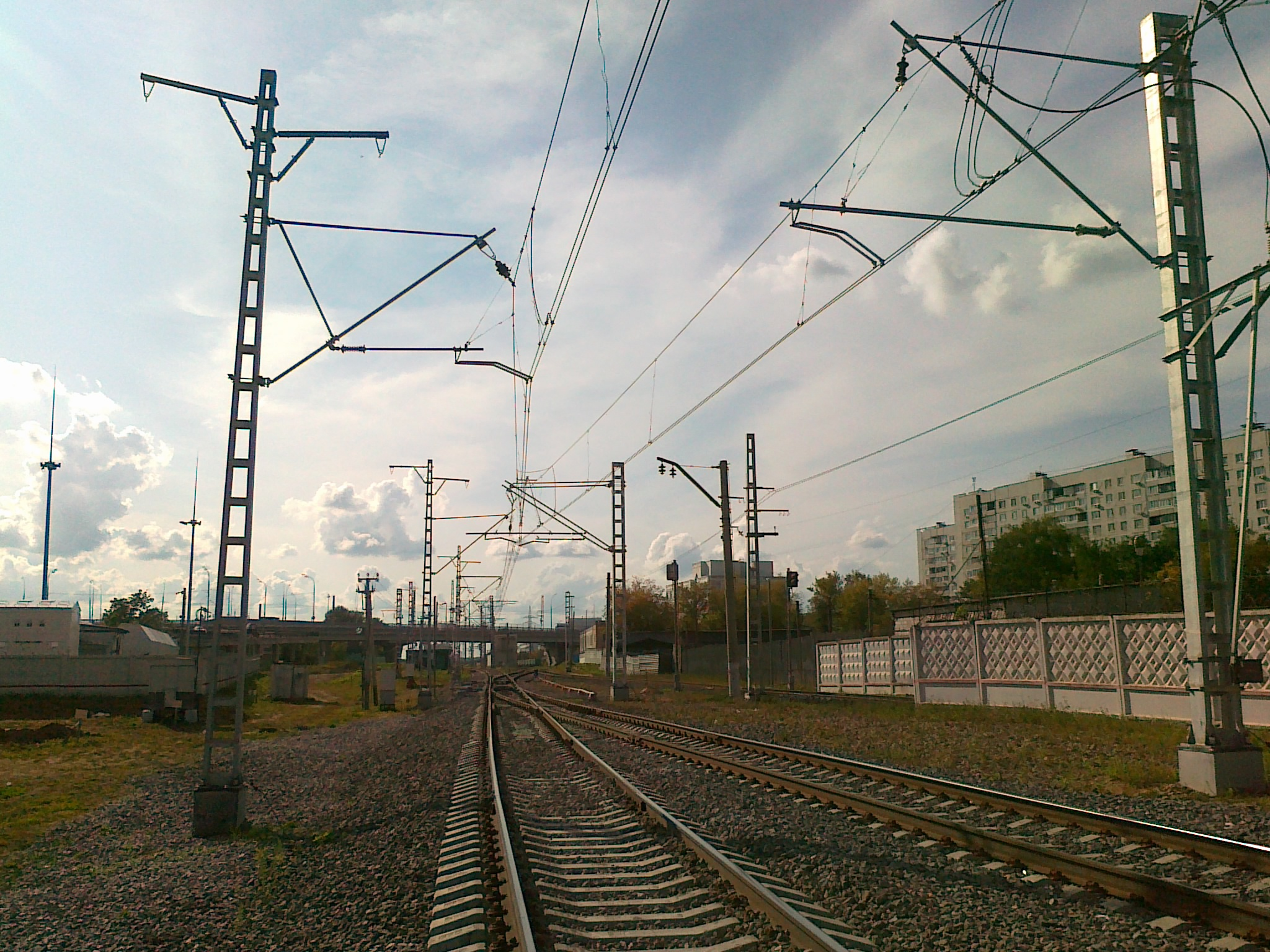
Путь на Усово